# Game Boy Advance
La Game Boy Advance (sovint abreviat GBA) és una videoconsola portàtil creada, fabricada i distribuïda per Nintendo. La GBA és la consola successora de la popular Game Boy Color. Va ser llançada primerament al Japó el 21 de març del 2001, després a l'Amèrica del Nord l'11 de juny del 2001, llavors a Europa i a Espanya el 22 de juny del 2001, i per a acabar a la Xina el 8 de juny del 2004 (excepte a Hong Kong). El sobrenom en el seu desenvolupament va ser Project Atlantis.

## Característiques
Successora de la popular Game Boy, és capaç d'executar gairebé tot el programari escrit per a la Game Boy i la Game Boy Color, així com nous programes desenvolupats tenint en compte les majors capacitats del sistema. Igual que pràcticament qualsevol consola 2D, té suport per maquinari per a dibuixar la pantalla, encara que les capacitats de la Game Boy Advance van resultar sorprenents en la seva presentació: fins a 128 sprites simultanis i fins a quatre plans de scroll, que poden ser escalats, girats i barrejats sense consumir temps de la CPU principal.
Té un processador ARM propi de 32 bits a 16,7 MHz, basat en l'arquitectura RISC, amb una potència suficient per a permetre el desenvolupament de jocs utilitzant el Llenguatge de programació C. El microprocessador ARM és capaç d'executar tant un joc d'instruccions amb una grandària d'instrucció de 32 bits com un joc d'instruccions anomenat "Thumb" d'una grandària de 16 bits. El sistema, a més, duu un processador Z80 a 2 MHz per a donar suport al programari de Game Boy clàssica i color, però els seus dos processadors no poden estar funcionant alhora a causa de diferències de voltatge i utilització del bus.
La pantalla LCD és capaç de mostrar una retícula de 240x160 píxels en color de 15 bits (32768 colors). Aquesta pantalla inclou més píxels que l'original Game Boy (160x144). Quan s'executen jocs anteriors, l'usuari pot prémer el botó L o el R per a commutar la pantalla entre mostrar 160x144 amb una vora negra o bé escalar a 240x144. Els primers jocs mostren paletes de color molt fosques perquè la pantalla en el kit de desenvolupament era molt més lluminosa que la de les unitats comercialitzades. Els títols més recents usen una correcció gamma en les seves paletes.
El generador d'imatges de la GBA té sis maneres de visualització (tres basats en blocs i tres basats en mapes de bit) i 96 KB de RAM dedicada. En les maneres de visualització basats en blocs, el sistema pot gestionar quatre capes pixel-a-pixel, dues capes pixel-a-pixel i una capa afí, o bé dues capes afins, i usa 64 KB de RAM per a les dades de cel·les i mapes i 32 KB per a les dades dels 'sprites'. En les maneres de mapa de bit, pot mostrar un mapa de bit gran de 16 bits, dos mapes de bits de 8 bit (en manera paginada) o bé un mapa de bit de 16 bit petit (amb paginació), usant 80 KB de RAM per a les dades de mapa i 16 KB per a les dades de 'sprite'. En totes les maneres, pot mostrar fins a 128 'sprites' (petits objectes mòbils individuals) de 8x8 fins a 64x64 pixels en color indexat de 4 o 8 bits. Cada 'sprite' pot ser dibuixat mitjançant mapeat directe píxel a píxel o bé per mapeat afí.
La interfície de la GBA amb el cartutx ROM inclou únicament un bus d'adreça de 24 bits multiplexat amb un bus de dades de 16 bits (la consola Intellivision de Mattel ja havia usat anteriorment un bus multiplexat). Aquesta configuració limita la memòria direccionable directament a 16 megaparaules binàries (és a dir, 256 megabits o 32 megabytes). No obstant això, si el cartutx disposa de maquinari de commutació de bancs pot expandir aquesta quantitat mitjançant el control per programari de les línies superiors d'adreçament, commutant altres parts de la ROM en l'espai d'adreçament de la GBA.
La GBA també té un port sèrie per a connectar-se amb altres unitats GBA en una configuració similar a la xarxa token ring sobre una topologia física de bus. La GBA també pot rebre 256 KB en codi d'arrencada a través del port, fins i tot quan no té un cartutx connectat (el que es coneix com a multiboot o netboot). Això s'utilitza en les connexions multijugador, on diverses GBA poden funcionar amb un únic cartutx: la GBA que té el cartutx envia el codi inicial a les quals no ho tenen. El port sèrie pot (amb el cable adequat) connectar-se a un port sèrie RS-232 per a ajudar en la depuració i, hipotèticament, jugar per Internet, si bé encara no s'ha implementat una pila TCP/IP en la GBA.
- Comparant els diferents sistemes, d'esquerra a dreta: Game Boy (1989), Game Boy Pocket (1996), Game Boy Color (1998), Game Boy Advance (2001), Game Boy Advance SP (2003), Game Boy Micro (2005)